# Джамар Лоза
Джамар Кашиф Лоза (англ. Jamar Kasheef Loza; нар. 10 травня 1994, Кінгстон, Ямайка) — ямайський футболіст, нападник англійського клубу «Вокінг».
Футбольну кар'єру розпочав у «Норвіч Сіті», а в листопаді 2013 року дебютував у чемпіонаті за «Ковентрі Сіті». Потім виступав в оренді за «Лейтон Орієнт» та «Саутенд Юнайтед», дебютував у Прем'єр-лізі за «Норвіч» в останньому турі сезону 2013/14 років. У січні 2015 року орендований «Йовіл Тауном», у жовтні 2015 року — «Стівеніджем», у січні 2016 року — «Саутенд Юнайтед», а в червні 2016 року вільним агентом залишив «Норвіч Сіті».

## Клубна кар'єра

### «Норвіч Сіті» та оренди
Джамар Кашиф Лоза народився 10 травня 1994 року в районі Арнет Гарденс міста Кінгстон, Ямайка, але в дитинстві виїхав до Великої Британії. Розпочав кар'єру в молодіжній академії «Норвіч Сіті», з яким згодом підписав професіональний контракт. 25 жовтня 2013 року він приєднався до представника Першої ліги «Ковентрі Сіті» у 28-денну юнацьку оренду; головний тренер «небасно-блакитних» Стівен Преслі зазначив, що «Джамар дуже швидкий, але він також дуже високий і дуже сильний, і це той гравець, який добре вписується в нашу систему». Дебютував у Футбольній лізі 2 листопада в переможному (3:0) поєдинку проти «Ноттс Каунті» на «Сіксфілд Стедіум», замінивши на 81-й хвилині Каллама Вілсона. «Ковентрі Телеграф» повідомляв, що Преслі планував обговорити з головним тренером «Норвіча» Крісом Г'ютоном продовження орендної угоди, хоча в підсумку Лоза повернувся до свого клубу по завершенні 28 днів. 6 січня 2014 року повернувся до Першої ліги в 28-денну оренду, але цього разу в «Лейтон Орієнт». За нову команду дебютував наступного дня, де відзначився гольовою передачею на Мозеса Одубайо в переможному (2:0) поєдинку проти «Шрусбері Таун» на Нью-Мідоу. Головний тренер Рассел Слейд вирішив продовжити оренду ще на місяць.
21 березня 2014 року Лоза 1-місячну оренду до представника Другої ліги «Саутенд Юнайтед». Дебютував за нову команду 24 березня в поєдинку проти «Оксфорд Юнайтед», в якому він створив перший гол, заробив пенальті з якого відзначилися другим, а потім створив, за словами головного тренера Філа Брауна «велики гол», встановивши остаточний переможний рахунок 3:0. Дебютував за першу команду «Норвіча» 11 травня, замінивши на 58-й хвилині програного (0:2) поєдинку проти «Арсеналу» на Керроу Роуд Алексендера Теттея; ця поразка остаточно оформила виліт «городян» з Прем'єр-ліги. З 12-ти зіграних матчів у сезоні 2013/14 років, 7 провів за «Саутенд», 3 — за «Лейтон Орієнт», а також по 1 — за «Ковентрі» та «Норвіч».
У червні 2014 року продовжив контракт з клубом на 2 роки, з подальшою можливістю продовження ще на 1 рік. 14 січня 2015 року перейшов в 1-місячну оренду до представника Першої ліги «Йовіл Таун». Взяв участь у п'яти матчах «Гловерів» під керівництвом Гері Джонсона. Він вийшов на поле з лави запасних «Норвіча» 17 березня у поєдинку Чемпіоншипу проти «Гаддерсфілд Таун» на стадіоні Галфарм й відзначився своїм дебютним голом за клуб за вісім хвилин до отримання травми, але допоміг своїй команді зіграти внічию (2:2). Загалом же у сезоні 2014 року зіграв 10 матчів, по 5 за «Норвіч» та «Йовіл Таун».
1 жовтня 2015 року в прискореному порядку його віддали в 1-місячну оренду до друголігового клубу «Стівенідж» Тедді Шерінгема. Після двох зіграних матчів за «Боро» повернувся в «Норвіч», відзначився п'ятьма голами за молодіжну команду клубу в поєдинку проти однолітиків з «Саутгемптона», але головний тренер Алекс Ніл зізнався, що вихід клубу до Прем'єр-ліги зменшило шанси молодих гравців потрапляти до першої команди. 29 січня 2016 року перейшов в оренду до завершення сезону 2015/16 років у «Саутенд Юнайтед», який на той час вже грав у Першій лізі. У червні 2016 року, по завершенні контракту з «Норвічем», залишив команду вільним агентом.

### Виступи у нижчолігових клубах
У липні 2016 року побував на перегляді у клубі Першої ліги «Порт Вейл», але до укладення угоди справа так і не дійшла. 20 жовтня 2016 року «Мейдстоун Юнайтед» оголосив, що підписав Джамара, а ввечері 25 жовтня 2016 року відзначився дебютним голом за клуб у нічийному (2:2) поэдинку Національної ліги проти «Саттон Юнайтед».
5 жовтня 2018 року Лоза перейшов у 3-місячну оренду до клубу Національної ліги Південь «Вокінг».
19 червня 2019 року, після виступів за «Біллерікей Таун», перейшов у «Челмсфорд Сіті». 20 вересня 2019 року повернувся в оренду до «Вокінга», розраховану до січня 2020 року. Після закінчення попереднього терміну, оренду продовжили до кінця сезону. 13 травня 2020 року «Челмсфорд» оголосив про відхід ямайського нападника.
2 липня 2020 року Лоза підписав контракт з командою «Кінгс Лінн Таун». Однак на тривалий період часі у клубі не затримався й 4 місяці по тому за невідому плату повернувся до одного зі своїх попередніх клубів, «Вокінг», з яким уклав 18-місячний контракт.

## Кар'єра в збірній
Дебютував за національну збірну Ямайку 4 червня 2014 року на "Брисбен Роуд" в нічийному (2:2) поєдинку проти Єгипту; Джамар вийшов на поле на 84-й хвилині, замінивши Саймона Доукінза. Отримав виклик від Вінфріда Шефера до складу збірної Ямайки на домашній Карибський кубок 2014 року, на якому ямайці в післяматчевих пенальті фінального поєдинку обіграли Тринідаду і Тобаго. Лоза зіграв на турнірі в поєдинку групового етапу проти Мартиніки. Також викликався й до олімпійської збірної країни. Дебютував за команду U-23 24 червня 2015 року на Олімпійському стадіоні імені Фелікса Санчеса у попередньому матчі кваліфікації Олімпійського футбольного турніру 2015 проти Сент-Люсії (U-23). Перебував у попередньому списку гравців збірної Ямайки на Золотий кубок КОНКАКАФ 2015, але до фінального списку так і не потрапив.

## Стиль гри
Виступаючи в червні 2014 року, головний тренер «Норвіч Сіті» Ніл Адамс описав Джамара як «високого гравця, який блискавично працює і може бігати з м'ячем, він створює для захисників багато проблем». В одному з інтерв'ю в січні 2015 року Лоза заявив, що «мені подобається забігати ззаду. Я люблю забивати голи, але також дозволяю м'ячу підніматися і зв'язую з грою».

## Статистика виступів

### Клубна
Станом на 28 грудня 2020
| Клуб                       | Сезон             | Ліга                     | Ліга  | Ліга | Кубок Англії | Кубок Англії | Кубок ліги | Кубок ліги | Інші  | Інші | Загалом | Загалом |
| Клуб                       | Сезон             | Дивізіон                 | Матчі | Голи | Матчі        | Голи         | Матчі      | Голи       | Матчі | Голи | Матчі   | Голи    |
| -------------------------- | ----------------- | ------------------------ | ----- | ---- | ------------ | ------------ | ---------- | ---------- | ----- | ---- | ------- | ------- |
| «Норвіч Сіті»              | 2013–14           | Прем'єр-ліга             | 1     | 0    | 0            | 0            | 0          | 0          | —     | —    | 1       | 0       |
| «Норвіч Сіті»              | 2014–15           | Чемпіоншип               | 2     | 1    | 1            | 0            | 2          | 0          | —     | —    | 5       | 1       |
| «Норвіч Сіті»              | 2015–16           | Прем'єр-ліга             | 0     | 0    | 0            | 0            | 0          | 0          | —     | —    | 0       | 0       |
| «Норвіч Сіті»              | Загалом           | Загалом                  | 3     | 1    | 1            | 0            | 2          | 0          | —     | —    | 6       | 1       |
| «Ковентрі Сіті» (оренда)   | 2013–14           | Перша ліга               | 1     | 0    | 0            | 0            | 0          | 0          | 0     | 0    | 1       | 0       |
| «Лейтон Орієнт» (оренда)   | 2013–14           | Перша ліга               | 3     | 0    | 0            | 0            | 0          | 0          | 0     | 0    | 3       | 0       |
| «Саутенд Юнайтед» (оренда) | 2013–14           | Друга ліга               | 7     | 1    | 0            | 0            | 0          | 0          | 0     | 0    | 7       | 1       |
| «Йовіл Таун» (оренда)      | 2014–15           | Перша ліга               | 5     | 0    | 0            | 0            | 0          | 0          | 0     | 0    | 5       | 0       |
| «Стівенідж» (оренда)       | 2015–16           | Друга ліга               | 1     | 0    | 0            | 0            | 0          | 0          | 1     | 0    | 2       | 0       |
| «Саутенд Юнайтед» (оренда) | 2015–16           | Перша ліга               | 10    | 0    | 0            | 0            | 0          | 0          | —     | —    | 10      | 0       |
| «Мейдстоун Юнайтед»        | 2016–17           | Національна ліга         | 24    | 9    | 2            | 0            | —          | —          | 2     | 1    | 28      | 10      |
| «Мейдстоун Юнайтед»        | 2017–18           | Національна ліга         | 28    | 1    | 4            | 0            | —          | —          | 4     | 2    | 36      | 3       |
| «Мейдстоун Юнайтед»        | 2018–19           | Національна ліга         | 11    | 0    | 0            | 0            | —          | —          | 0     | 0    | 11      | 0       |
| «Мейдстоун Юнайтед»        | Загалом           | Загалом                  | 63    | 10   | 6            | 0            | —          | —          | 7     | 3    | 75      | 13      |
| «Вокінг» (оренда)          | 2018–19           | Національна ліга Південь | 9     | 7    | 5            | 0            | —          | —          | 0     | 0    | 14      | 7       |
| «Біллерікей Таун»          | 2018–19           | Національна ліга Південь | 13    | 1    | 0            | 0            | —          | —          | 0     | 0    | 13      | 1       |
| «Челмсфорд Сіті»           | 2010–20           | Національна ліга Південь | 9     | 0    | 0            | 0            | —          | —          | 0     | 0    | 9       | 0       |
| «Вокінг» (оренда)          | 2019–20           | Національна ліга         | 24    | 2    | 2            | 0            | —          | —          | 1     | 0    | 27      | 2       |
| «Кінгс Лінн Таун»          | 2020–21           | Національна ліга         | 9     | 4    | 2            | 0            | —          | —          | 0     | 0    | 11      | 4       |
| «Вокінг»                   | 2020–21           | Національна ліга         | 2     | 0    | 0            | 0            | —          | —          | 1     | 0    | 3       | 0       |
| Усього за кар'єру          | Усього за кар'єру | Усього за кар'єру        | 158   | 26   | 16           | 0            | 2          | 0          | 9     | 3    | 185     | 29      |

1. ↑  Матчі в Трофеї Футбольної ліги
2. 1 2 3 4  Матчі в Трофеї Футбольної Асоціації

### У збірній
| національна збірна Ямайки | національна збірна Ямайки | національна збірна Ямайки |
| Рік                       | Матчі                     | Голи                      |
| ------------------------- | ------------------------- | ------------------------- |
| 2014                      | 4                         | 0                         |
| Загалом                   | 4                         | 0                         |

## Досягнення
Ямайка
- Карибський кубок
  -  Володар (1): 2014